# 室岡啓史
室岡 啓史（むろおか ひろし、1980年11月18日 - ）は、日本の政治家、建築学修士。佐渡市議会議員（2期）。

## 来歴
新潟県新潟市出身。新潟市立真砂小学校、新潟市立五十嵐中学校、新潟県立新潟高等学校、東京理科大学理工学部建築学科、同大学院理工学研究科建築学専攻修士課程修了。修了後に東京のITベンチャー企業へ就職。在職中に東京のコールセンターの佐渡への本社移転を後押し。自身も孫ターンとして佐渡へ移住し、コールセンターの社員として従事（2016年4月退職）。2016年4月執行の佐渡市議会議員選挙において1,519票を獲得し、初当選。2020年4月の同選挙において1,143票を獲得し現在2期目。2022年4月より佐渡市議会産業建設常任委員長に就任。

## キャッチフレーズ
『三度のメシより佐渡が好き！！！』
三度と佐渡とで韻を踏んでいる。渡の字をへんとつくりに分解すると三度となる。3つの！は、朝昼晩の箸とごはん茶碗を表している。
『三度のメシより佐渡が好き！！！』と言いながら、飯を食っているではないか！とツッコまれる局面があるが、腹を満たすためだけに食う飯なんかよりも、佐渡の活性化のことを考えている方が好きだという意味で、飯を食わないとは決して言っていないと弁明をしている。

## 政策・主張
『集落のチカラは、佐渡のチカラ！！！』
室岡ひろしは3つの政策で明るい佐渡の未来をつくります。
多様な集落が活き活きと輝く佐渡を実現します！！
1.集落ツーリズムによる雇用創出
佐渡の集落は個性豊かで素晴らしい。多様性を活かした『佐渡アイランド集落ツーリズム』構想実現により観光雇用を創出します。
2.佐渡の玄関口整備による観光振興
佐渡に気持ちよくお客様をお迎えしたい。佐渡へのアクセスを物理面および情報面で整備することにより島外からの来客を促進し、島内観光を振興します。
佐渡に国内外の観光客、UIターン、孫ターンの皆さんを気持ちよく迎えたい。佐渡へのアクセスを物理面および情報面で整備することにより島外からの来客を促進し、島内観光を振興します。
3.島内交通インフラの整備による産業振興
佐渡に賑わいを取り戻したい。交通インフラを整備することで往来を円滑化し、島内の物的および心理的交流を促進します。
3つの政策が噛み合うことで佐渡のチカラが価値として島の内外に伝わり、国内外の観光客やUIターン、孫ターンの皆さんを迎え、交流人口の増大が実現します。そのサイクルは止まることなく佐渡の明るい未来を描き続けてくれると、私たちは信じています。
(出典)

## 成果・実績
▼令和4年度「SDGs未来都市」に佐渡市が選定
※佐渡市議会2018年6月定例会の一般質問にて佐渡市議会で初めて「SDGs（持続可能な開発目標）」の推進について質問。佐渡市議会2019年9月定例会の一般質問にて「SDGs未来都市への名乗りを挙げるべき」と主張して、2022年5月20日に選定が実現。
▼【2022年7月30日、31日】佐渡島SDGs天・地・人サイエンスプロジェクト2022開催
※佐渡市・佐渡市教育委員会も参画する実行委員会（実行委員長：佐渡出身の本間芳和東京理科大学名誉教授）の下、大分のサイエンスフェスを佐渡での横展開イベントとして実現。
※2022年08月02日 NST新潟総合テレビにて取り上げられました。
▼2019年10月12日（土） 第22回「民家フォーラム2019」
※特定非営利活動法人日本民家再生協会（認定NPO）主催事業の開催を佐渡へ誘致して佐渡市共催により実現。
▼佐渡青年会議所の活動
4月例会「ひとが輝く多世代交流のさどづくり ～CCRC(生涯活躍のまち)構想～」
7月例会「ひとが輝く多世代交流のさどづくり ～『SADO ART PLUS＋ ＠RYOTSU-EBISU』～」
※2018年に佐渡青年会議所地域力結束委員会委員長として、企画・運営。

## 所属会派
佐渡市議会 政風会(代表)

## その他
11月18日生まれであることは、末広がりであり、ミッキーマウスと同じ誕生日であるため、夢があると本人は喜んでいる。
本人の両親が、佐渡市（旧両津市）出身であるため、幼少期から大人になるまで、祖父母やいとこなど親戚に会いに毎年のように佐渡へ帰省していた。大学院時代に両親の故郷である佐渡を研究してから社会に出ようと一念発起し、修士論文『佐渡らしさの発見とその伝え方』を執筆。『佐渡アイランド集落ツーリズム構想』はその際に想起した佐渡活性化策のアイデアであり、現在の政策の柱となっている。ちなみに、『三度のメシより佐渡が好き！！！』というキャッチフレーズは、研究中に生まれた言葉である。